# دوار السحل
دوار السحل هو دُوَّار يقع بجماعة تامري، عمالة أكادير إدا وتنان، جهة سوس ماسة في المملكة المغربية. ينتمي الدوّار لمشيخة آيت يوفن التي تضم 30 دواوير. يقدر عدد سكانه بـ 1200 نسمة حسب الإحصاء الرسمي للسكان والسكنى لسنة 2004.